# Sybra bifuscoplagiatipennis
Sybra bifuscoplagiatipennis är en skalbaggsart som beskrevs av Stefan von Breuning 1966. Sybra bifuscoplagiatipennis ingår i släktet Sybra och familjen långhorningar.
Artens utbredningsområde är Filippinerna. Inga underarter finns listade i Catalogue of Life.